# Wadern
Wadern é uma cidade da Alemanha localizado no distrito de Merzig-Wadern, estado do Sarre.